# James Mirrlees
Sir James Mirrlees (n. 5 iulie 1936, Minnigaff⁠(d), Dumfries and Galloway, Scoția, Regatul Unit – d. 29 august 2018, Cambridge, Anglia, Regatul Unit) a fost un economist britanic, laureat al Premiului Nobel pentru economie (1996).